# António Correia de Oliveira
António Corrêa d’Oliveira GOSE • GOIP (São Pedro do Sul, 30 de julho de 1879  — Belinho, Esposende, 20 de dezembro de 1960) foi um poeta português. Começando no final do século XIX foi publicando as suas obras durante mais de seis décadas, tendo sido indicado para o Prémio Nobel da Literatura pela primeira vez em 1933 por vinte membros da Academia Real das Ciências e sendo o recordista nacional com um total de quinze nomeações.

## Biografia
António Correia de Oliveira nasceu em São Pedro do Sul, no distrito de Viseu, a 30 de julho de 1879.
Estudou no Seminário de Viseu, indo depois para Lisboa, onde trabalhou brevemente como jornalista no Diário Ilustrado. Publicou a sua primeira obra aos 16 anos, Ladainha em 1897, foi companheiro de Raul Brandão e mostrou influências de Antero de Quental e de Guerra Junqueiro. Em 1912, tendo casado com uma rica proprietária minhota, fixa-se na freguesia de Antas, concelho de Esposende, indo viver para a Quinta do Belinho, [carece de fontes?]
Poeta neogarrettista, foi um dos cantores do Saudosismo, juntamente com Teixeira de Pascoaes e outros. Ligado aos movimentos culturais do Integralismo Lusitano e das revistas Águia, Atlântida (1915-1920), Ave Azul (1899-1900), e Seara Nova. De Correia de Oliveira também se encontram colaborações nas revistas O Occidente (1877-1915), Serões (1901-1911), Contemporânea (1915-1926), Revista de turismo iniciada em 1916, no periódico O Azeitonense (1919-1920) e ainda nas revistas Mocidade Portuguesa Feminina: boletim mensal (1939-1947) e Prisma (1936-1941).

## Obras
Convictamente monárquico, transforma-se num dos poetas oficiosos do Estado Novo, com inúmeros textos escolhidos para os livros únicos de língua portuguesa do sistema de ensino primário e secundário.
Correia de Oliveira foi indicado para o Prémio Nobel da Literatura, pela primeira vez em 1933, sendo-o depois de também desse ano a 1940 e em 1942. A vencedora de 1945, a chilena Gabriela Mistral, que desempenhara as funções de Adida Cultural em Lisboa, declarou publicamente, no acto solene, que não merecia o prémio, estando presente o autor do Verbo Ser e Verbo Amar.[carece de fontes?] Foi o terceiro português a ser indicado para o Nobel da Literatura, depois de João da Câmara em 1901 e de João Bonança em 1907, mas é o português a quem se conhece o maior número de nomeações, ultrapassado neste valor  Maria Madalena de Martel Patrício que tem catorze.
Foi pai de José Gonçalo Correia de Oliveira (1921—1976), Ministro da Economia entre 1965 e 1968.
António Correia de Oliveira faleceu na sua casa da freguesia de Antas, Esposende, no distrito de Braga, em dezembro de 1960.

## Obras publicadas
Algumas das obras de António Correia de Oliveira:
- Ladainha (1897, Lisboa, Typ. do Commercio)[2]
- Eiradas (1899, Lisboa, Antiga Casa Bertrand - José Bastos)
- Cantigas (1902, Lisboa, Livr. Ferin)[2]
- Raiz (1903, Coimbra, França Amado)[2]
- Ara (1904, Lisboa, Livraria Ferreira)
- Parábolas (1905, Lisboa, Ferreira de Oliveira)
- Tentações de San Frei Gil (1907, Lisboa, Ferreira & Oliveira)[2]
- O Pinheiro Exilado (1907, Lisboa, Livraria Ferreira; Typ. do Annuario Commercial)
- Elogio dos Sentidos (1908, Porto, Magalhães & Moniz)
- Alma Religiosa (1910, Porto, Magalhães & Moniz)
- Dizeres do Povo (1911, Esposende, Typ. de José da Silva Vieira)[2]
- Auto das Quatro Estações (1911, Lisboa, Cernadas)
- Romarias (1912, Porto)
- Vida e História da Árvore (1913, Belinho)
- A Criação (1913, Viana, Typ. Modelo)
- Menino (1914, Paris; Lisboa, Aillaud e Bertrand)
- Os teus Sonetos (1914, Lisboa, Livr. Aillaud e Bertrand)
- A Minha Terra (1915-1917, 10 volumes)[2]
- A Alma das Árvores (1918, Rio de Janeiro; Paris; Lisboa, Francisco Alves, Aillaud e Bertrand)
- Estas Mal Notadas Regras  (1918)
- Pão nosso. Alegre vinho. Azeite da candeia. (1920, Lisboa, Portugalia Editora)
- Na Hora Incerta (1920-1922, Porto, Tip. Costa Carregal)
  - 1.º livro: É Portugal que vos Fala (1920)
  - 2.º livro: Viriato Lusitano (1920)
  - 3.º livro: Auto do Berço (1920)
  - 4.º livro: O Santo Condestável (1921)
  - 5.º livro: A Fala que Deus nos Deu (1921)
  - 6.º livro: A Nau Catrineta (1922)
  - 7.º livro: A Terra do Paraíso (1922)
- Verbo Ser e Verbo Amar (1926, Lisboa, Livr. Aillaud & Bertrand)
- Os Livros do Cativeiro (1927)
- Teresinha" (1929, Porto, Imprensa Moderna)
- Job (1931, Barcelos, Comp. Editora do Minho)
- Mare Nostrum (1939, Porto, Acção Social da Legião Portuguesa)
- História Pequenina de Portugal Gigante (1940, Barcelos, Companhia Editora do Minho)[2]
- Aljubarrota ao Luar (1944)[2]
- Saudade Nossa (1944, Lisboa, Neogravura)
- Redondilhas (1948, Porto, Liv. Figueirinhas)
- Deus-Menino para o lar da criança portuguesa (1953)
- Pátria (1953, Porto, Liv. Tavares Martins)
- Azinheira em Flor (1954)[2]
- Natal Deus-Menino (1960, Porto)

## Homenagens
A 5 de Outubro de 1934 foi feito Grande-Oficial da Ordem Militar de Sant'Iago da Espada‎ e a 26 de Agosto de 1955 foi feito Grande-Oficial da Ordem da Instrução Pública.
Devido a esta relação com o concelho esposendense, a antiga escola preparatória da cidade chama-se Escola EB 2 e 3 António Correia de Oliveira e existe a Rua Poeta António Correia de Oliveira. Também é lembrado na sua terra natal, São Pedro do Sul, onde tem uma via com seu nome e existe uma estátua localizada na Praça da República.